# Torre Gregoriana
La Torre Gregoriana o Torre dei venti è una torre a pianta quadrata, collocata nei Giardini Vaticani alle spalle della basilica di San Pietro sul confine di sud-ovest.

## Descrizione storica
La torre viene costruita fra il 1578 e il 1580 dal bolognese Ottaviano Mascherino, architetto di Palazzo, principalmente per favorire gli studi astronomici per la riforma del Calendario, voluta da papa Gregorio XIII e promulgata nel 1582.
Ancora oggi la torre è costituita da due piani e un ammezzato intermedio: al primo piano si trova la famosa sala della meridiana, inizialmente un loggiato aperto, le cui arcate furono fatte chiudere da papa Urbano VIII, e successivamente affrescate da opere di Simon Lagi e altri. La sala, divenuta nel frattempo la prima residenza della neo-convertita regina Cristina di Svezia, venne ulteriormente modificata da due inserimenti che le conferirono l'attuale nome: una meridiana e un sofisticato, quanto delicato, anemoscopio.
Questi oggetti vennero costruiti dal cosmografo pontificio Ignazio Danti, in occasione della riforma del calendario gregoriano, la meridiana è costituita da una linea retta in marmo bianco che corre lungo il pavimento, parallela alla direzione Nord-Sud, il cui scopo era di misurare l'altezza del sole a mezzogiorno secondo le stagioni meteorologiche.
L'anemoscopio era invece un complesso meccanismo che, agganciato al soffitto, serviva a misurare forza e direzione dei venti, potendoli così identificare; fu probabilmente anche a causa della sua complessità meccanica che l'anemoscopio smise di funzionare ben presto.
Le osservazioni compiute con questa meridiana fornirono anche un'ennesima conferma alla necessità di modificare l'antico calendario giuliano.
Ancora oggi le pareti della torre risultano affrescate da diverse opere di autori quali il Pomarancio e Matteino da Siena.
Nel 1891 papa Leone XIII, promulgando il motu proprio Ut mysticam, destinò la torre dei venti ad essere la sede della neo-istituita Specola Vaticana, decisione che ne rese indispensabile la modifica del tetto, sostituito da un terrazzo piano per consentire le osservazioni astronomiche.